# L’Hosmes
L’Hosmes település Franciaországban, Eure megyében. Lakosainak száma 66 fő (2022. január 1.). L’Hosmes Breux-sur-Avre, Mesnils-sur-Iton és Sainte-Marie-d'Attez községekkel határos.

## Népesség
A település népességének változása:
| Lakosok száma | 66   | 88   | 102  | 69   | 89   | 76   | 68   | 67   | 67   | 66   |
|               | 1968 | 1982 | 1990 | 2006 | 2013 | 2015 | 2017 | 2019 | 2020 | 2022 |